# Love Is Move
Love Is Move (hangeul: 사랑은 MOVE) è un brano del gruppo musicale sudcoreano Secret, tratto dall'album Moving in Secret e pubblicato nel 2011 dall'etichetta discografica TS Entertainment.

## Il brano
Prima dell'uscita del disco furono diffusi alcuni teaser dalla TS Entertainment. Il 28 agosto 2011 la compagnia rivelò che le Secret avrebbero pubblicato il loro primo album in Corea del Sud prima di tornare con Shy Boy in Giappone a novembre 2011. Il 9 settembre 2011 il gruppo confermò l'album per il mese di ottobre. In una dichiarazione stampa, la TS Entertainment rivelò che l'album sarebbe dovuto uscire agli inizi di ottobre, ma fu deciso di rimandarlo di una o due settimane. Il 7 ottobre furono diffuse delle foto teaser di Zinger e Sunhwa, e quattro giorni dopo quelle con Hyoseong e Jieun. L'8 ottobre 2011, la TS Entertainment rivelò la data di uscita dell'album, il 18 ottobre 2011, e l'11 ottobre, attraverso Osen, il titolo dell'album. Lo stesso giorno, furono pubblicate la copertina ufficiale e le tracce contenute. Un teaser di 28 secondi venne pubblicato il 12 ottobre 2011. Il video ufficiale di "Love Is Move" venne diffuso il 17 ottobre 2011, con l'album pubblicato il giorno dopo. Il brano fu utilizzato come traccia promozionale nelle loro performance nei programmi M! Countdown, Music Bank, Show! Music Core e Inkigayo.
Il video musicale del brano fu registrato nell'ottobre 2011 e, secondo quanto rivelato dalla TS Entertainment, è ispirato al personaggio dei cartoni animati degli anni trenta Betty Boop. Il pezzo fu ben accolto sia dai critici musicali che dal web, arrivando in cima a varie classifiche. La canzone è stata scritta e prodotta dai compositori Kang Jiwon e Kim Kibum, gli stessi autori di alcuni successi precedenti del gruppo come "Magic", "Madonna", "Shy Boy" e "Starlight Moonlight".
Nel 2012, "Love Is Move" è stata riscritta in giapponese e pubblicata nell'album giapponese Welcome to Secret Time.

## Formazione
- Hyoseong – voce
- Zinger – rapper, voce
- Jieun – voce
- Sunhwa – voce